# Simonoonops etang
Espèce
Simonoonops etang est une espèce d'araignées aranéomorphes de la famille des Oonopidae.

## Distribution
Cette espèce est endémique de l'île de Grenade à la Grenade,.

## Description
Le mâle holotype mesure 1,68 mm et la femelle 2,02 mm.

## Étymologie
Cette espèce est nommée en référence au lieu de sa découverte, Grand Etang.

## Publication originale
- Platnick & Dupérré, 2011 : The goblin spider genus Simonoonops (Araneae, Oonopidae). American Museum Novitates, no 3724, p. 1-30 (texte intégral).